# 大阪市立下福島中学校
大阪市立下福島中学校（おおさかしりつ しもふくしま ちゅうがっこう）は、大阪府大阪市福島区にある公立中学校。

## 概要
福島区の南部と東部を校区とする。1947年に現校名で現在地に創立した。校舎は、旧大阪市立下福島高等女学校（大阪市立西商業高等学校に合併されて廃校）の校舎を引き継いでいる。
学制改革と同時に発足した大阪市立中学校は、創立当初は「区名＋番号」の仮称で出発して1949年に地名などを取り入れた名称に変更しているケースが大半だが、当校を含めた福島区の中学校については創立当初から地名を取り入れた名称で出発している。
高等学校教員が中学校で授業をおこなう「出前授業」や、下福島公園の清掃ボランティア、福祉体験学習などの取り組みをおこなっている。また、地域内にある大阪厚生年金病院（のちの地域医療機能推進機構大阪病院）に院内学級（分校）を設置していたが、2011年に廃止されている。

## 沿革
- 1947年4月1日 - 大阪市立下福島中学校として開校。大阪市立下福島高等女学校内に併設。
- 1949年4月11日 - 大阪市立下福島高等女学校校舎全館を中学校用地として譲り受ける。
- 1959年4月1日 - 大阪厚生年金病院に院内学級を設置。
- 2011年3月31日 - 大阪厚生年金病院院内学級（分校）を廃止。

## 通学区域
- 大阪市立上福島小学校、大阪市立福島小学校、大阪市立玉川小学校、大阪市立野田小学校の通学区域。
  - 大阪市福島区 福島1-8丁目、玉川1-4丁目、野田1-6丁目。

## 交通
- JR大阪環状線 野田駅 南東へ約600m。
- Osaka Metro千日前線 玉川駅南東へ約550m。
- Osaka Metro中央線 阿波座駅 北西へ約650m。